# Cantonul Carrouges
Cantonul Carrouges este un canton din arondismentul Alençon, departamentul Orne, regiunea Basse-Normandie, Franța.

## Comune
| Comune                         | Populație (1999) | Cod poștal | Cod INSEE |
| ------------------------------ | ---------------- | ---------- | --------- |
| Beauvain                       | ...              | 61600      | 61035     |
| Carrouges                      | ...              | 61320      | 61074     |
| Le Cercueil                    | ...              | 61500      | 61076     |
| Chahains                       | ...              | 61320      | 61080     |
| Le Champ-de-la-Pierre          | ...              | 61320      | 61085     |
| La Chaux                       | ...              | 61600      | 61104     |
| Ciral                          | ...              | 61320      | 61107     |
| Fontenai-les-Louvets           | ...              | 61420      | 61172     |
| Joué-du-Bois                   | ...              | 61320      | 61209     |
| La Lande-de-Goult              | ...              | 61320      | 61216     |
| Livaie                         | ...              | 61420      | 61228     |
| Longuenoë                      | ...              | 61320      | 61231     |
| Le Ménil-Scelleur              | ...              | 61320      | 61271     |
| La Motte-Fouquet               | ...              | 61600      | 61295     |
| Rouperroux                     | ...              | 61320      | 61357     |
| Saint-Didier-sous-Écouves      | ...              | 61320      | 61383     |
| Saint-Ellier-les-Bois          | ...              | 61320      | 61384     |
| Sainte-Marguerite-de-Carrouges | ...              | 61320      | 61419     |
| Sainte-Marie-la-Robert         | ...              | 61320      | 61420     |
| Saint-Martin-des-Landes        | ...              | 61320      | 61424     |
| Saint-Martin-l'Aiguillon       | ...              | 61320      | 61427     |
| Saint-Ouen-le-Brisoult         | ...              | 61410      | 61439     |
| Saint-Patrice-du-Désert        | ...              | 61600      | 61442     |
| Saint-Sauveur-de-Carrouges     | ...              | 61320      | 61453     |